# جایزه صد گل
جایزهٔ مردمی صد گل (چینی ساده: 大众电影百花奖; پین‌یین: Dàzhòng Diànyǐng Bǎihuā Jiǎng) که به جایزهٔ صد گل (Hundred Flowers Awards) هم شهرت دارد، یک جایزهٔ مهم سینمایی در کشور چین است که به همراه «جایزه خروس زرین»، معتبرترین جوایز سینمایی در این کشور است.
«جایزهٔ صد گل» معادلِ چینی جایزه گلدن گلوب در ایالات متحده آمریکا است و از سال ۱۹۶۲ میلادی توسط «انجمن فیلم چین» برپا شده و حامی مالی آن، مجلهٔ پُرتیراژ «سینمای مردمی» در چین است.
پیش‌تر رسم بر آن بود که تنها، خوانندگان مجله به نامزدهای جایزه رأی دهند؛ اما هم‌اکنون این محدودیت برداشته شده و رأی‌دهندگان از طریق اینترنت، پیامک کوتاه و تلفن می‌توانند در انتخاب برترین‌ها، مشارکت داشته باشند.
به هر یک از برندگان یک تندیس به شکل «الههٔ گل‌ها» اهدا می‌شود. در سال ۱۹۹۲، جایزه خروس زرین و جایزۀ صد گل در یک جشنواره ملی واحد ادغام شدند.
این جایزه از سال ۲۰۰۴ میلادی، به صورت «دو سال یک‌بار» و در «سال‌های زوج» اعطا می‌شود.